# Wałerij Iwaszczenko
Wałerij Wołodymyrowycz Iwaszczenko, ukr. Валерій Володимирович Іващенко (ur. 25 listopada 1980 w Kijowie) – ukraiński piłkarz, który występował na pozycji pomocnika oraz trener. Obecnie prowadzi Obołoń Kijów.

## Kariera piłkarska

### Kariera klubowa
W 1998 roku rozpoczął karierę piłkarską w składzie klubu Metałurh Zaporoże. Równolegle z meczami w pierwszej drużynie występował również w drugoligowym zespole Metałurh-2 Zaporoże. W 2004 roku przeniósł się do drużyny Spartak Iwano-Frankiwsk, jednak po rozegraniu jednego meczu w drużynie z Iwano-Frankiwska został oddelegowany do ich farm-klubu Spartak-2 Kałusz. Nie potrafił jednak przebić się do podstawowego składu ekipy z Kałusza, grając tylko w dwóch meczach drugiej ligi. Dlatego w tym samym roku dołączył do Obołoni Kijów. 16 kwietnia 2007 roku w 10. minucie meczu z FK Lwów zderzył się z kolegą z drużyny, w wyniku czego doznał licznych złamań twarzy. W drużynie „piwowarów” rozegrał prawie 4 sezony. W latach 2008–2009 był zawodnikiem klubu Naftowyk-Ukrnafta Ochtyrka. Na początku stycznia 2010 roku był na testach w Krywbasie Krzywy Róg, jednak do podpisania kontraktu sprawa nie doszła. Wkrótce został piłkarzem FK Ołeksandrija. Latem 2011 powrócił do Obołoni Kijów, jednak nie stał się podstawowym zawodnikiem „piwowarów”, rozegrawszy w tym sezonie jeden mecz. Kolejny sezon spędził w drugiej drużynie Obołoń-2 Kijów, ale  i tam też nie zawsze wychodził na boisko. W drużynie grał do 2013 roku, kiedy to kijowski klub został rozwiązany. W 2013 roku został zawodnikiem nowo utworzonego klubu amatorskiego Obołoń-Browar Kijów. Został wpisane na listę zawodników „browarzy” do drugiej ligi sezonu 2013/14, ale nie rozegrał żadnego meczu. Wraz z końcem obecnego sezonu zakończył karierę zawodnika.

## Kariera trenerska
Po zakończeniu kariery zawodniczej od 2014 prowadził Obołoń-Browar-2 Kijów, który startował w mistrzostwach obwodu kijowskiego. We wrześniu 2017 został mianowany na pełnienie obowiązków głównego trenera klubu Obołoń-Browar Kijów. 13 stycznia 2018 ustąpił miejsce głównego trenera dla Wołodymyra Piatenki, jednak pozostał w sztabie szkoleniowym Piatenki. Od 8 lipca do 16 października 2020 początkowo pełnił funkcję głównego trenera, a potem prowadził kijowski klub. Potem znów pracował jako asystent trenera w Obołoni. Po zwolnieniu Pawła Jakowenki od 5 maja 2021 do końca sezonu ponownie pełnił obowiązki głównego trenera Obołoni. 17 lipca 2021 roku został mianowany na stanowisko głównego trenera klubu.

## Sukcesy i odznaczenia

### Sukcesy klubowe
FK Ołeksandrija
- mistrz Ukraińskiej Pierwszej Lihi: 2010/11

### Sukcesy trenerskie
Obołoń Kijów
- wicemistrz Ukraińskiej Pierwszej Lihi: 2022/23